# Elektronická součástka

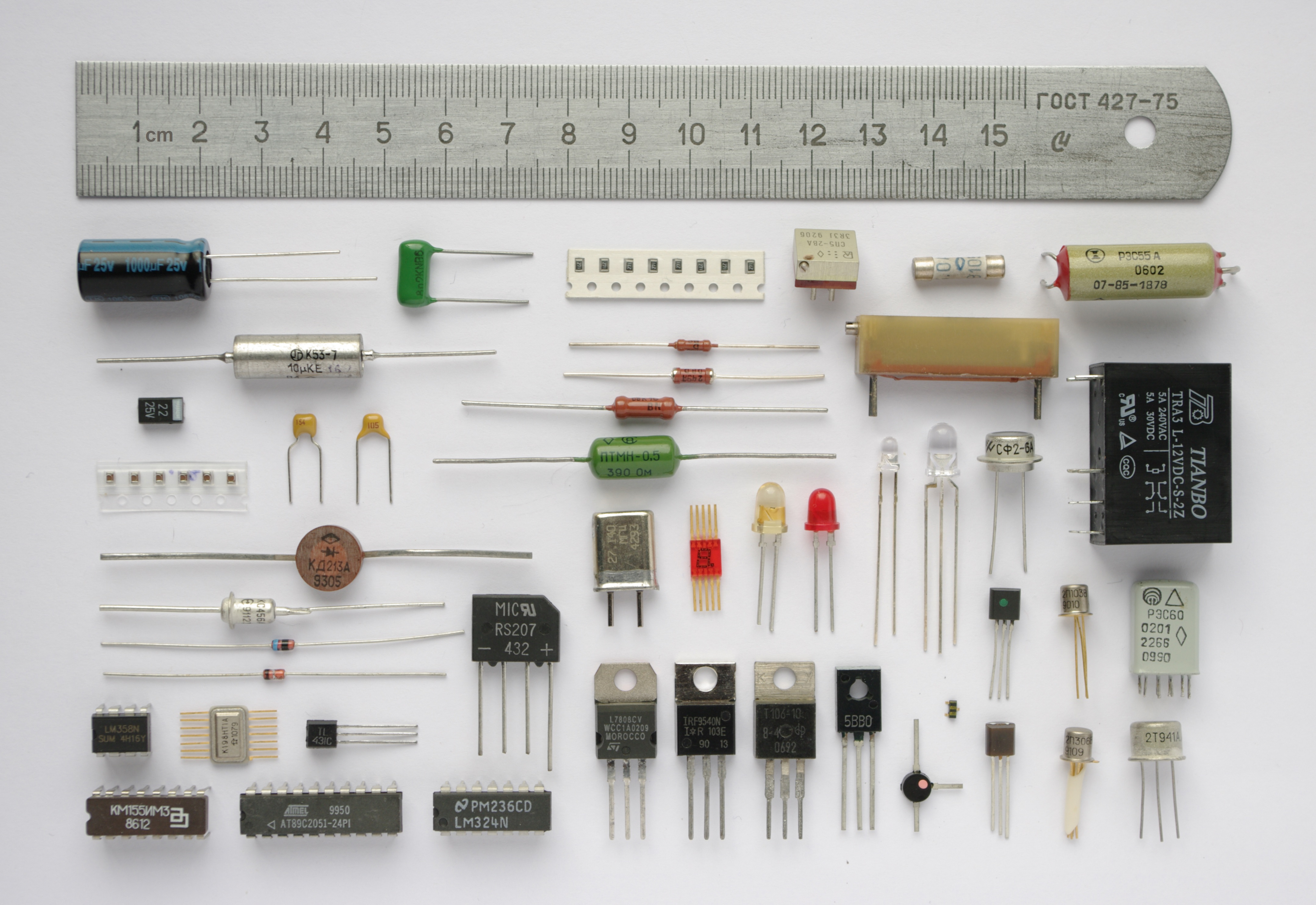
Různé elektronické součástky. Pravítko nahoře slouží pro porovnání velikosti.

Elektronická součástka (anglicky electronic component) je libovolný samostatný stavební prvek používaný pro vytváření elektronických obvodů a zařízení. Elektronické součástky jsou většinou průmyslové výrobky dostupné v samostatném provedení. Elektronické součástky určitým způsobem ovlivňují elektrony nebo s nimi spojená pole, ale nelze je zaměňovat s elektrickými prvky, což jsou konceptuální abstrakce reprezentující idealizované elektronické součástky.
Elektronické součástky mají dva nebo více vývodů, s výjimkou antén, které mohou mít pouze jeden vývod. Propojováním těchto vývodů lze vytvářet elektronické obvody s určitou funkcí (například zesilovač, rozhlasový přijímač nebo oscilátor). Základní elektronické součástky mohou být dostupné jako diskrétní nebo jako pole či sítě součástek nebo mohou být součástí hotových obvodů jako jsou polovodičové integrované obvody, hybridní integrované obvody nebo jako prvky obvodů vytvořených technologií tlustých vrstev (TLV). Následující seznam elektronických součástek se zaměřuje na jejich diskrétní verze, a obvody složené z více součástek jako součástky.

## Dělení elektronických součástek
Elektronické součástky je možné dělit podle různých kritérií. Přestože skutečné součástky mají na rozdíl od ideálních elektronických prvků, u kterých se obvykle uvažuje jenom jedna vlastnost nebo parametr, mnoho parametrů, jedním z kritérií je dělení součástek podle složitosti:
- diskrétní – mají jednu hlavní (obvykle žádoucí) vlastnost a nebývá zvykem je rozkládat na jednodušší části
- složené – jsou složeny s více komponent a jejich chování je natolik složité, že je nelze považovat za jednoduché součástky

Z hlediska vlivu na signál:
- pasivní – nevnášejí do obvodu energii
- aktivní – součástky schopné zvyšovat energii signálu díky přívodu energie z vnějšího zdroje
- konstrukční – (svorka)
- elektromechanické – přeměňují elektrickou energii na mechanickou nebo naopak

Z hlediska spotřeby energie:
- zdroje
- spotřebiče

Aktivní součástky (a diody) lze dělit podle média použitého pro přenos proudu:
- vakuové součástky
- součástky v pevné fázi

Podle provedení vývodů lze součástky dělit na
- součástky s tradičními vývody – mají drátové vývody, které lze pájet do děr v plošném spoji
- součástky pro povrchovou montáž (SMD) – subminiaturní součástky, jejichž vývody jsou tvoření ploškami, které dovolují automatické osazování plošných spojů a pájení vlnou

Následující třídění seskupuje diskrétní součástky primárně podle jejich fyzikálních vlastností (rezistor, kondenzátor, …), sekundárně podle jejich konstrukce.
- Galvanické články
  - primární články
    - Lecleanchův článek
    - burelový článek
    - rtuťový článek
    - stříbrozinkový článek
    - vzdušný článek
    - lithiový článek
    - hořčíkový článek
    - hliníkový článek
    - niklzinkový článek
    - mezinárodní Westonův normálový článek
    - Voltův článek

  - sekundární články
    - olověný akumulátor
    - niklkadmiový akumulátor
    - niklocelový akumulátor
    - stříbrozinkový akumulátor
    - niklkadmiový suchý akumulátor

  - články a baterie speciální konstrukce a určení
    - elektrochemické palivové články
    - termoemisní generátory
    - termoelektrické články
    - sluneční baterie
    - atomové baterie

- Rezistory
  - s pevnou hodnotou
    - uhlíkové vrstvové
    - kovové vrstvové
    - tenkovrstvé
    - metaloxidové
    - drátové
    - rezistory speciální
      - z vodivého skla
      - s tekutou náplní
      - uhlíkové

  - s proměnnou hodnotou
    - potenciometr
    - reostat
    - trimr
    - Aripot
    - varistor (napěťově závislé rezistory)

- Kondenzátory
  - s pevnou hodnotou
    - keramické
    - slídové
    - s papírovým dielektrikem
      - svitkové
      - metalizovaný papír

    - s metalizovaným lakem
    - s dielektrikem ze syntetických hmot
      - dielektrikem je Polypropylen
      - dielektrikem je Polycarbonat
      - dielektrikem je Styroflex (Polystyren)
      - dielektrikem je Polyester

    - elektrolytické
      - hliníkové
      - tantalové

  - s nastavitelnou hodnotou
    - trimr
    - vzduchové

- Cívky
  - vzduchové
  - s magnetickými jádry
  - s feritovými jádry
  - s uzavřeným feritovým jádrem
  - tlumivky
- Memristor
- Variátor (elektro)

- Výbojky
  - se studenou katodou
    - doutnavka

  - se žhavenou katodou
    - tyratron

- diody
  - hrotová dioda
  - signálové diody
    - signálové germaniové hrotové diody
    - signálové křemíkové hrotové diody

  - spínací diody
    - germaniové spínací diody s wolframovým hrotem
    - germaniové spínací diody s přivařeným zlatým hrotem
    - křemíkové plošné spínací diody

  - usměrňovače
    - selenové
    - křemíkové a germaniové
    - usměrňovače lavinové
    - lavinové Schottkyho

  - diody stabilizační a referenční
    - Zenerova dioda

  - tunelová dioda
  - inverzní dioda
  - kapacitní dioda
    - varikap
    - varaktor

  - Schottkyho dioda
  - dioda PIN
  - lavinová průletová dioda
  - Gunnova dioda
  - dioda s akumulovaným nábojem

- Teplotní čidla
  - termistor
  - pozistor
  - senzistor

- Optoelektronické prvky
  - fotorezistor
  - fotodioda
  - fototranzistor
  - fototyristor
  - fotodioda PIN
  - lavinová fotodioda

- Magnetoprvky
  - Hallova sonda
  - magnetorezistor
  - magnetodioda
  - magnetotranzistor

- Elektronky
  - vakuová dioda
  - trioda
  - tetroda
  - pentoda
  - hexoda
  - heptoda
  - oktoda
  - enioda
  - klystron
  - magnetron
  - permaktron
  - iontovka

- Tranzistor
  - bipolární
    - tranzistor PNP
    - tranzistor NPN

  - unipolární
    - tranzistor FET (Field Effect Transistor)
      - tranzistor JFET (Junction Field Effect Transistor)
      - tranzistor BIFET
      - dioda a tranzistor lambda
      - tranzistor MESFET (Metal Schottky FET)

    - tranzistor MOS (Metal Oxid Semicomductor)
      - tranzistor SG MOS (Silicon Gate Metal Oxid Semiconductor)
      - tranzistor M MOS
      - implantovaný tranzistor MOS
      - tranzistory CMOS (COMOS); ED MOS (Complementary MOS ; Enhancement-depletion MOS)
      - tranzistor SOS MOS
      - tranzistor DMOS
      - tranzistor VMOS

- Krystal (elektronika)

- Integrované obvody
  - analogové integrované obvody
  - číslicové integrované obvody

- Spínací součástky
  -     - diak
    - čtyřvrstvá dioda
    - jednopřechodový tranzistor
    - tyristor
    - triak
    - kvadrak
    - relé

- Optoelektronické součástky
  - obrazovky
    -       - s vychylováním paprsku elektrostatickým polem
      - s vychylováním paprsku elektromagnetickým polem
      - paměťové obrazovky
      - obrazovky CRT pro barevnou televizi
      - obrazovky CRT pro monitory PC
      - obrazovky LCD
      - obrazovky LED
      - obrazovky plazmové

  - zobrazovací jednotky
    - indikační výbojky
      - digitron
      - pandicon

    - elektroluminiscenční diody LED (Light Emitting Diode)
    - prvky s tekutými krystaly LCD (Liquid Crystal Display)
    - zobrazovací jednotky vytvářející znaky skládáním segmentů (segmentovky)
    - zobrazovací jednotky se znaky vytvořenými v bodové matici (maticovky)
    - optočleny (optrony)
    - fotonásobič
    - převaděče a zesilovače obrazu
    - snímače obrazu